# Giuseppe Venetucci
Giuseppe Venetucci (Roma, 18 settembre 1941) è un regista teatrale e regista radiofonico italiano.

## Biografia
Conseguito il diploma di maturità classica, si iscrive all'Università di Roma la Sapienza dove si Laurea in scienze politiche nel 1967. 
Si trasferisce a Torino come assistente di Aldo Trionfo, direttore del Teatro Stabile. Da assistente alla regia lavora nel "Gesù" di Dreyer, "Bel Ami e il suo doppio" di Guy de Maupassant e "Prometeo incatenato" di Eschilo.
Debutta in teatro come regista a Roma, al teatro Politecnico, con l'adattamento del romanzo Povera gente di Fëdor Dostoevskij con Liù Bosisio e Pierluigi Aprà; tale adattamento sarà poi pubblicato nel 2021.
Nel 1977 viene chiamato da Diego Fabbri, come regista, nella Cooperativa Odeion. La collaborazione prosegue fino al 1981, con vari spettacoli con Mila Vannucci, Paolo Carlini, Nando Gazzolo, Carlo Hintermann e Olga Gherardi.
Dal 1982 collabora con le tre reti radiofoniche della Rai in vari programmi culturali e sceneggiati in varie puntate, tra cui "Alla scoperta di Cristoforo Colombo" in 235 puntate e "Il nome della Rosa" di Umberto Eco.
Dal 1983, entrato nella Cooperativa di Ileana Ghione come regista, mette in scena vari spettacoli con Ileana Ghione, Cristina Borgogni, Elisabetta Carta, Mico Cundari, Piergiorgio Fasolo, Antonio Fattorini, Marina Lorenzi, Paolo Lorimer, Evelina Nazzari, Claudio Puglisi, Paolo Serra, Silvia Siravo e Bruno Viola.
Ha collaborato con Radio Vaticana, Radio Lugano e RAI International.

## Teatro

### Regista
- Povera Gente, di Fëdor Dostoevskij (1977)[5]
- Candida di G. B. Shaw (1979-1980)[10]
- Il sistema Ribadier, di G. Feydeau (1980-1981)[11]
- L'ereditiera, di H. James (1983)[12]
- La Gioconda, di Gabriele D 'Annunzio (1986, Festival di Teatro a Tindari)
- Il mondo è un gran teatro (1989, Festival di Taormina)[13]
- I sette vizi capitali, L'invidia, di B. Zapponi (1993, Festival di Benevento)
- Il teatro narrato, Anna Karenina di Lev Tolstoj (2006, Festival KALS ART, Palermo)[14]
- A spasso con Daisy, di A. Uhri (1992)[15]
- Dinner, di G. Lagorio (1999)
- Coco Chanel, di Cesare Belsito (2000)
- La ragione degli altri, di Luigi Pirandello (2001)
- Il lungo viaggio verso la notte, di E.O' Neill (2002)[16]
- Il giardino dei ciliegi, di Anton Čechov (2002)
- La donna senza importanza, di Oscar Wilde (2002)[17]
- Il ventaglio di lady Windermere, di Oscar Wilde (2003)[18]
- Le piccole volpi, di L. Hellmann (2004)
- Ecuba, di Euripide (2005)[19]
- Locandiera, di Carlo Goldoni (2006)
- Il marito ideale, di Oscar Wilde (2006)[20]
- I sei Personaggi in cerca d'autore, di Luigi Pirandello (2006)
- Come prima meglio di prima, di Luigi Pirandello (2007)
- Come le foglie, di G. Giacosa (2008)
- Unghie, di Valeria Moretti (2008)
- Lei lo fa ancora, di Aldo Nicolai (2011)[21]
- Sotto il Cielo di Gianni Guardigli (2013)[22]
- Se mi avessero detto… di Gianni Guardigli (2014)[23]
- Spettri, di Ibsen (2019)[6]

## Televisione

### Regista
- Poesia e musica, a cura di R. Giaccheri (1982, 40 puntate)

### Autore
- Zibaldone (1989)

## Radio

### Regista
- Stenterello (1984)
- Savineide (1985)
- Maria Stuarda (1986)
- Cagliostro (1986)
- Giacomo Leopardi, a cura di E.Ghidetti (1987)
- La caduta di Costantinopoli, di F. Polacco, (1987)
- Caro Bugiardo, di J. Kilty (1988)
- Autori del Novecento (1988)
- Il Sentiero di cresta, di G. Marcel (1989)
- Libertà di vivere: Sibilla Aleramo (1989)
- Una vecchia attrice nel ruolo della moglie di Dostojevski, di E. Radzinski (1989)
- I padroni del Melodramma, a cura di E. Bompiani (1990)
- La regina Vittoria (1990)
- Scene da un'esecuzione, di H. Barker (1991)
- La tela di Penelope, di R. Calzini (1991)
- Il viaggio di Mozart a Praga (1991)
- Alla scoperta di Cristoforo Colombo (1992, 235 puntate)
- Solo per amore, di G. Fantoni (1992)
- Le maitre de Santiago, di H. de Montherlant (1992)
- Ciandran Luna d'Oriente (1993)
- Hedda Gabler, di H. Ibsen (1993)
- Hollywood Mysteries (1993-1994)
- Norma 44, di Dacia Maraini (1994)
- Dinner, di Gina Lagorio (1994)
- Ambrogio di Milano, di P. Pivetti (1995)
- Il giardino dei Finzi Contini, di G. Bassani, lettura integrale (1995)
- La donna che frequentava il tempo, di R. Rosso (1996)
- Il mulattiere dell'Apocalisse (1996)
- La donna malata, di D.Bellezza (1997)
- Il viaggio malinconico (1997)
- Lettere da Tirana (1998)
- L'Incontro (1998, 30 puntate)
- Il giallo si addice ad Alice (1998)
- Taccuino italiano (1999, in 260 puntate)
- Papa Giovanni XXIII, L'albero sotto il tetto (2001, in 60 puntate)
- Madre Teresa di Calcutta (2003, in 30 puntate)
- Nasi Bu, di Alessandro Barbero (2004)
- Il nome della rosa, di Umberto Eco (2005)[24]
- Nei mari disperati, di Lalla Romano (2005)
- Lo spettacolo dei giullari, a cura di F. Doglio (2005, per la serie Teatro Medievale)

## Pubblicazioni
- Povera gente da Dostoevskij. Riduzione teatrale in un Atto[5], Roma, Morlacchi, 2021, ISBN 9788893922272